# Porterville (Californië)
Porterville is een plaats (city) in de Amerikaanse staat Californië, en valt bestuurlijk gezien onder Tulare County.

## Demografie
Bij de volkstelling in 2000 werd het aantal inwoners vastgesteld op 39.615.
In 2006 is het aantal inwoners door het United States Census Bureau geschat op 45.716, een stijging van 6101 (15.4%).

## Geografie
Volgens het United States Census Bureau beslaat de plaats een oppervlakte van
36,5 km², waarvan 36,3 km² land en 0,2 km² water. Porterville ligt op ongeveer 145 m boven zeeniveau.

## Plaatsen in de nabije omgeving
De onderstaande figuur toont nabijgelegen plaatsen in een straal van 16 km rond Porterville.